# Spindasis avriko
Spindasis avriko är en fjärilsart som beskrevs av Karsch. Spindasis avriko ingår i släktet Spindasis och familjen juvelvingar. Inga underarter finns listade i Catalogue of Life.